# スティーヴン・グールド (小惑星)
スティーヴン・グールド (8373 Stephengould) は、小惑星帯から大きくはみ出す楕円軌道を回っている小惑星である。太陽からの距離は遠日点で木星と、近日点で火星と同じくらいになる。また、木星とは公転周期が1:2の軌道共鳴の関係にある。シューメーカー夫妻がパロマー天文台で発見した。
ハーバード大学の古生物学者、スティーヴン・ジェイ・グールドに因んで名付けられた。
2010年3月に、光度曲線観測による衛星の発見が発表された。衛星の直径は約 1.5 km で、約 16 km 離れた軌道を 34.15 時間 の周期で回っている。